# Czarnogóra na Mistrzostwach Europy w Lekkoatletyce 2010
Czarnogóra na Mistrzostwach Europy w Lekkoatletyce 2010 – reprezentacja Czarnogóry podczas zawodów liczyła 2 zawodniczki.

## Występy reprezentantów Czarnogóry
- Skok wzwyż
  - Marija Vuković z wynikiem 1,87 zajęła 21. miejsce w eliminacjach i nie awansowała do finału

- Maraton
  - Slađana Perunović nie ukończyła rywalizacji